# TESS Follow-up Observing Program

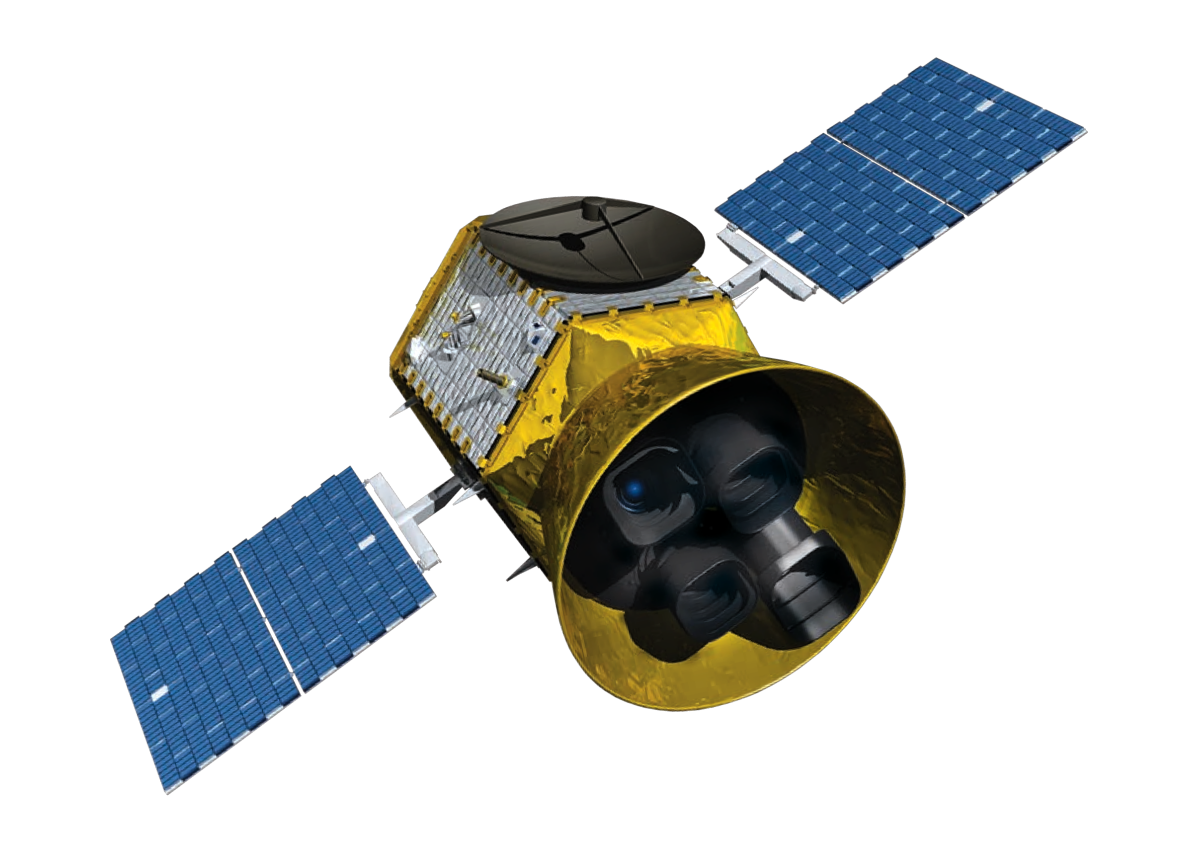
TESSのイメージ図

TESS Follow-up Observing Program（TFOP）とは、TESSの観測によって識別されたTESS object of interest（TOI）のフォローアップを実施しているワーキンググループである。TFOPはTESS Science Officeの一部に構成されており、主導はMITと連携したスミソニアン天体物理観測所（SAO）である。WG（ワーキンググループ）も合わせてTFOPWG（TESS Follow-up Observing Program Working Group）という表記もみられる。

## 概要
候補段階のTOIのTESSによる観測データはTFOPに送られ、TFOPは半径や質量の測定も含めたTOIの候補を確認するためのフォローアップ観測を行う。膨大な量の観測データの分析は長い時間を要する作業であるため、2021年までの時点で存在している2241個のTOIのうち、確認及び誤検出のどちらかと判断されたTOIは約半分にとどまっている。
TFOPは、TESSミッションの目標の1つである4地球半径よりも小さい50個の太陽系外惑星の質量の測定の達成に向けてサポートするためのフォローアップが主な目標であり、同時に観測や分析の無駄な重複を減らすための役割も担っている。TFOPによる観測はラス・クンブレス天文台グローバル望遠鏡ネットワーク、MEarth、TRESや他の多くの観測施設で行われている。世界中の観測者と施設による40以上のワーキンググループがTFOPに参加している。

## サブグループ
TFOPは、Seeing-limited Photometry（SG1）・Recon Spectroscopy（SG2）・High-resolution Imaging（SG3）・Precise Radial Velocity（SG4）・Space-based Photometry（SG5）の5つのサブグループ（SG）で構成されている。以下はこれらサブグループの作業である。
- SG1 - 誤検出のTOIを発生させる可能性のある食変光星を特定するための測光観測。追加の光度曲線のデータやTTVを測定することもある[2]。
- SG2 - 主星の質量や半径をより正確に測定する分光値を提供し、分光連星が原因の誤検出を識別する。また、ドップラー分光法による観測に適していない恒星も識別する[2]。
- SG3 - TESS Input Catalog（TIC）やSG1で解決していない近くの恒星に付随する天体を検出するため、補償光学、スペックル・イメージング、ラッキー・イメージングを用いる[2]。
- SG4 - ドップラー分光法で観測される惑星の質量を測定するためにそれらの惑星の軌道を導出する[2]。
- SG5 - ハッブル宇宙望遠鏡（HST）、スピッツァー宇宙望遠鏡（SST）、MOST、CHEOPS、ジェイムズ・ウェッブ宇宙望遠鏡（JWST）などを利用した宇宙からの測光観測により、TESSによる観測データの改善を行う[2]。